# Блум, Анна
А́нна Блум (швед. Anna Blom; род. 9 апреля 1976, Stocksund, Стокгольм) — шведская кёрлингистка.

## Достижения
- Чемпионат Швеции по кёрлингу среди женщин: золото (1998), бронза (1999).
- Чемпионат мира по кёрлингу среди юниоров: бронза (1996).
- Чемпионат Швеции по кёрлингу среди юниоров: золото (1996).

## Команды
| Сезон   | Четвёртый       | Третий            | Второй                                      | Первый      | Запасной                                        | Турниры                      |
| ------- | --------------- | ----------------- | ------------------------------------------- | ----------- | ----------------------------------------------- | ---------------------------- |
| 1995—96 | Ульрика Бергман | Маргарета Линдаль | Анна Бергстрём (ЧШЮ) Maria Zackrisson (ЧМЮ) | Linda Kjerr | Анна Блум                                       | ЧШЮ 1996 · ЧМЮ 1996          |
| 1996—97 | Катрин Норберг  | Хелена Свенссон   | Анна Блум                                   | Анника Лёф  | Маргарета Линдаль тренер: Стефан Хассельборг    | ЧМ 1997 (5 место)            |
| 1997—98 | Анетте Норберг  | Катрин Норберг    | Хелена Свенссон                             | Анна Блум   |                                                 | ЧШЖ 1998                     |
| 1998—99 | Анетте Норберг  | Катрин Норберг    | Хелена Лингхам                              | Анна Блум   | тренеры: Стефан Хассельборг, Hans-Erik Hägglund | ЧЕ 1998 (5 место) · ЧШЖ 1999 |

(скипы выделены полужирным шрифтом)